# Euthalia bimaculata
Euthalia bimaculata är en fjärilsart som beskrevs av Talbot 1932. Euthalia bimaculata ingår i släktet Euthalia och familjen praktfjärilar. Inga underarter finns listade i Catalogue of Life.